# Корнеліус О'Лірі
Корнеліус О'Лірі (англ. Cornelius O'Leary; 30 вересня 1927 — 7 вересня 2006) — ірландський історик і політолог.

## Біографія
О'Лірі народився в Лімерику, але був вихований в Коркові, де навчався в університетському Коледжі Корк, здобув ступінь з відзнакою за вивчення історії та латини у 1949 році. Згодом він навчався на DPhil в Наффілдській колегії в Оксфорді, як перший студент, який був під керівництвом псевдолога Девіда Батлера. Під час вивчення ступеня доктора філософії він працював у ряді загальноосвітніх навчальних закладів у Лондоні.
Його дисертація була опублікована як ліквідація корупційних дій на британських виборах, 1868—1911 (Clarendon Press, 1962), і того ж року він був призначений викладачем Королівського університету в Белфасті в Північній Ірландії. У 1979 році він був професором політології, що заперечував раніше. Він був першим католиком, який очолював кафедру в університеті, і пояснив, що коли він був призначений у 1960 році, він побачив королеву як частину союзницької організації. Відповідно до некролога, написаного Бернардом Кріком, О'Лірі страждав алкоголізмом, внаслідок чого його часто не було в університеті, і його колеги мали прикривати його. В одному місті він жив у готелях і житлових будинках, а не на фіксованій адресі.
Окрім кандидатської дисертації, основні публікації О'Лірі були про Белфаст: Підхід до кризи. Дослідження Белфастської політики, 1613—1970 рр. (З Ієном Баджем, Макміллан, 1973 р.), Асамблея Північної Ірландії, 1982—1986 рр.: Конституційний експеримент (з Сідні Елліоттом і Р. Вілфордом, Херст, 1988 р.) та Суперечливі питання в англо-ірландській мові, 1910—1921 рр. (З Патріком Моумом, чотири суди, 2004 р.). Він планував розпочати роботу над ірландською політикою XX століття, але це так ніколи й не відбулося.
Попри те, що він був з Ірландії, О'Лірі розвинув інтерес до союзництва і був радником Асоціації оборони Ольстера. Згодом він написав статтю про незалежність Північної Ірландії на прохання Джона Макмікейла. Протягом 60-х і 70-х років він був постійним коментатором щодо Північної Ірландії в засобах масової інформації. У своєму пізньому віці він виконував обов'язки заступника голови кампанії проти абортів навколо восьмої поправки до Конституції Ірландії, яка запровадила конституційну заборону на аборт. Це змусило його протистояти багатьом феміністам.
О'Лірі помер 7 вересня 2006 року після короткої хвороби. Він похований на кладовищі Амбей Тімолеге в графстві Корк.